# جان باربييه
جان باربييه (بالفرنسية: Jean Barbier)‏ هو لغوي ومترجم وكاتب فرنسي، ولد في 9 يوليو 1875 في شنت جوان في فرنسا، وتوفي في 31 أكتوبر 1931 في Saint-Pée-sur-Nivelle ‏ في فرنسا.